# 多倫多修代斯醫院
多倫多修代斯醫院（英語：Shouldice Hernia Centre）是位于加拿大安大略省康山的一家私立医院。 该医院从一直由創辦人及其家族经营，不過部分資金來自於公共资助。該醫院主要治療疝气。 